# À Cœur Joie
À Cœur Joie (ACJ) ist ein internationaler Chorverband mit Sitz in Frankreich. Er wurde 1940 von César Geoffray gegründet und gehört heute dem Verband Europa Cantat an. ACJ betreibt daneben auch einen eigenen Musikalienverlag, Éditions À Cœur Joie.